# Сент-Андеоль-де-Валь
Сент-Андео́ль-де-Валь (фр. Saint-Andéol-de-Vals, окс. Sant Andéol de Vals) — коммуна во Франции, находится в регионе Рона — Альпы. Департамент коммуны — Ардеш. Входит в состав кантона Антрег-сюр-Волан. Округ коммуны — Ларжантьер.
Код INSEE коммуны — 07210.

## Население
Население коммуны на 2008 год составляло 540 человек.
| 1962 | 1968 | 1975 | 1982 | 1990 | 1999 | 2008 |
| ---- | ---- | ---- | ---- | ---- | ---- | ---- |
| 278  | 362  | 345  | 391  | 413  | 437  | 540  |

## Экономика
В 2007 году среди 347 человек в трудоспособном возрасте (15—64 лет) 247 были экономически активными, 100 — неактивными (показатель активности — 71,2 %, в 1999 году было 68,7 %). Из 247 активных работали 205 человек (109 мужчин и 96 женщин), безработных было 42 (20 мужчин и 22 женщины). Среди 100 неактивных 24 человека были учениками или студентами, 46 — пенсионерами, 30 были неактивными по другим причинам.

## Достопримечательности
- Церковь Сент-Андеоль XVII века в нео-романском стиле

## Фотогалерея

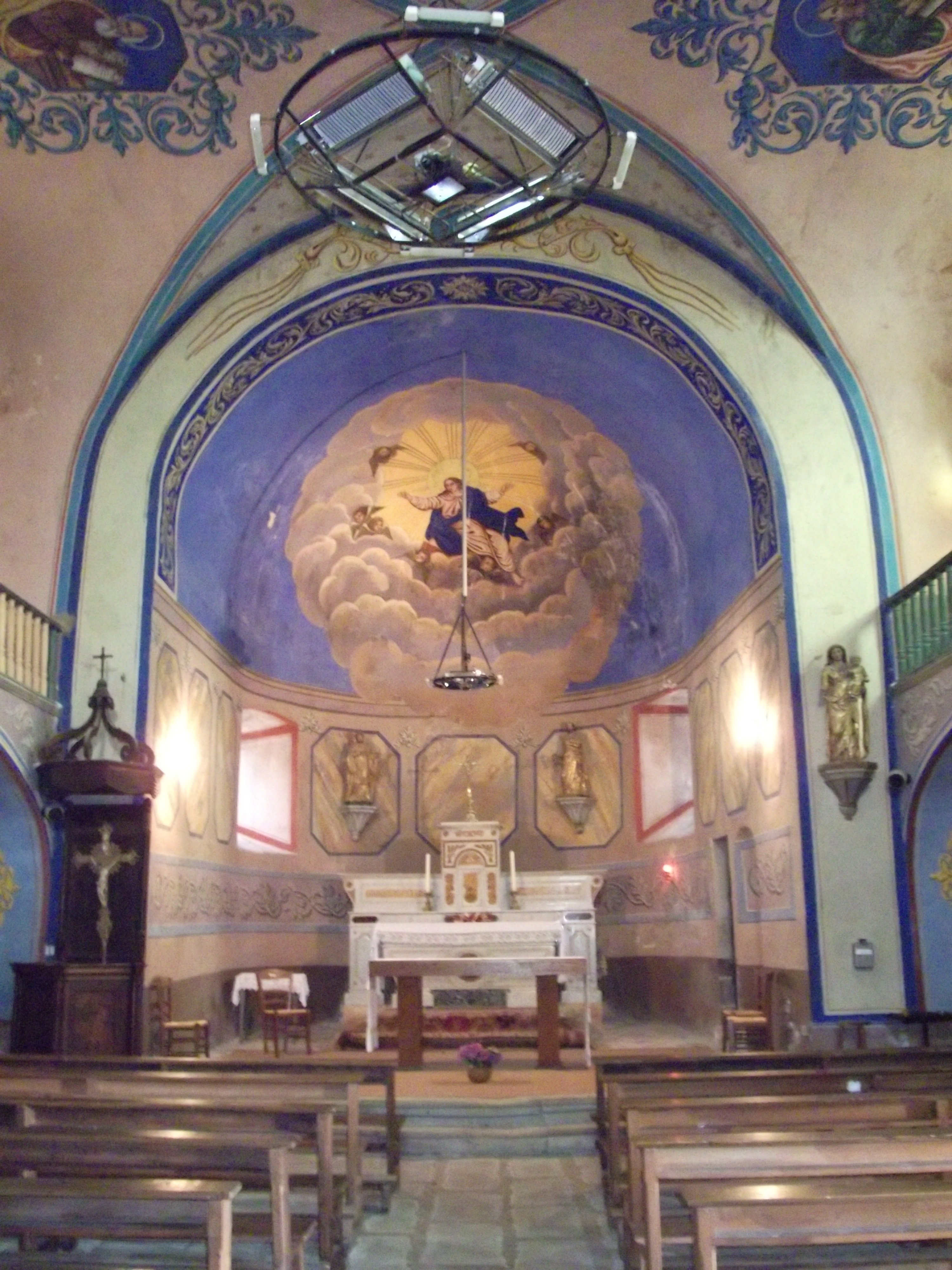
Клирос церкви Сент-Андеоль
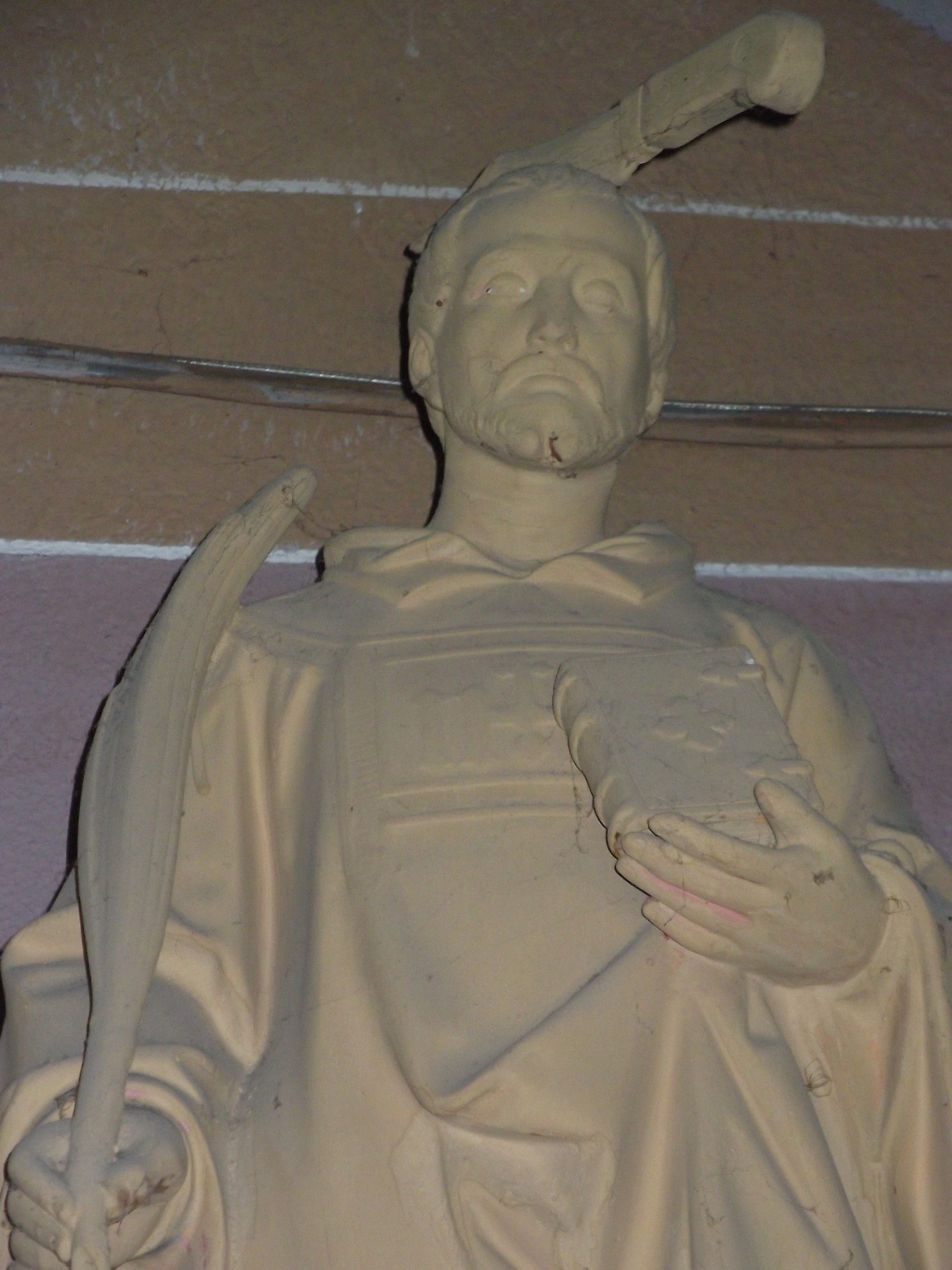
Статуя Св. Андеола
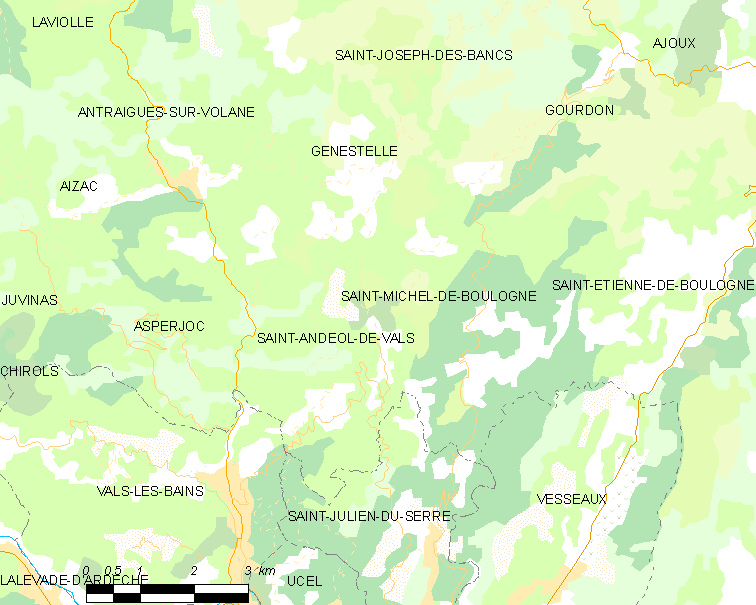
Карта коммуны